# Corinna corvina
Corinna corvina là một loài nhện trong họ Corinnidae.
Loài này thuộc chi Corinna. Corinna corvina được Eugène Simon miêu tả năm 1896.